# 303909 Tomknops
303909 Tomknops este un asteroid din centura principală de asteroizi.

## Descriere
303909 Tomknops este un asteroid din centura principală de asteroizi. A fost descoperit pe 11 octombrie 2005 la Uccle de Peter De Cat. Asteroidul prezintă o orbită caracterizată de o semiaxă mare de 3,09 ua, o excentricitate de 0,04 și o înclinație de 9,6° în raport cu ecliptica.